# 주민투표소송 배제 사건
주민투표소송 배제 사건은 경주시 양북면 봉길리에 방사능 폐기물처분시설을 건설하는 문제로 주민투표법 제8조 제4항 위헌확인에 대한 대한민국 헌법재판소 전원재판부 판례이다. 헌재가 이를 각하하여 월성원자력환경관리센터가 건설되었다.

## 사실관계
산업자원부장관은 지방의회의 동의를 업어 중. 저준위방사성폐기물 처분시설의 유치신청을 한 경주시， 군산시， 영덕군， 포항시의 각 자치단체의 장들에게 주민투표법 제8조 제 1 항에 근거하여 위 처분시설의 유치 여부를 듣는 주민투표의 실시를 요구하였다. 위 각 자치단체의 장들은 주민투표를 발의하여 위 4곳에서 주민투표가 실시된 결과， 그 중 경주시가 가장 높은 찬성률을 업게 되어, 경주시에서 신청한 경주시 양북면 봉길리가 이 사건 처분시설 후보부지로 선정되었다. 청구인들은 이 사건 처분시설의 설치에 반대하는 시민단체 등의 회원들이거나 그들의 견해에 동 조하 자들로서， 주민투표법 제8조 저14항이 주민투표소송 등을 배제하고 있어 위 4곳에서 실시된 주민투표에 관권개입， 사전투표운동， 허위부재자신고， 대리투표 등의 불법이 자행되었음에도 이에 대하여 다틀 수 없게 되었고， 그 결과 위 주민투표 결과대로 위와 같이 이 사건 처분시설의 후보부지가 선정되었으므로， 주민투표법 제8조 제4항이 청구인들에게 헌법상 보장된 재판청구권， 평등권， 자기결정권. 환경권 등을 침해하고 있다고 주장하면서， 이 사건 헌법소원심판을 청구하였다.

## 결론
기각, 각하

## 참고 문헌
- p 675, 정회철, 중요헌법판례 200, 여산, 2012.
- 대한민국 헌법재판소 전원재판부 판례 2006헌마99, 2009.3.26]